# Wilshire Boulevard
Wilshire Boulevard je 25,48 km dlouhý bulvár v Los Angeles v jižní Kalifornii. Sahá od ulice Ocean Avenue ve městě Santa Monica východně po ulici Grand Avenue ve čtvrti Financial District v centru Los Angeles.
Bulvár spojuje 5 z losangeleských hlavních obchodních čtvrtí a Beverly Hills. Mnoho losangeleských mrakodrapů postavených po roce 1956 stojí právě na Wilshire Boulevard; například mrakodrap Wilshire Grand Central (vysoký 335 m), který je nejvyšší budovou v Kalifornii, stojí na křižovatce Wilshire a Figueroa. Budova Aon Center (vysoká 260 m), která rovněž stojí na tomto bulváru, bývala nejvyšší budou v Los Angeles. Dnes jí patří třetí příčka.
Úsek mezi Fairfax Avenue a Highland Avenue se nazývá Miracle Mile; nachází se tam některá z největších losangeleských muzeí. Oblast navazující hned z východu, táhnoucí se od Highland Avenue až po Wilton Place, je známá jako Park Mile. Části bulváru mezi Westwood a Holmby Hills dominuje několik majestátních apartmánových budov, díky čemuž si vysloužila přezdívku Millionaire's Mile.

## Historie

### Calle de los Indios
Wilshire Boulevard stojí v trase jedné z hlavních stezek vybudovaných lidmi z indiánského kmene Tongva, který oblast obýval před příchodem conquistadorů. V době založení Los Angeles byl Wilshire Boulevard hlavní spojnicí mezi největším městem kmene Tongva v oblasti, tehdy známým jako Yaanga, a Tichým oceánem.
Bulvár byl po téměř celé 19. století znám jako "Calle de los Indios".

### Wilshire Boulevard
V roce 1895 daroval developer, vydavatel a revolucionář Henry Gaylord Wilshire (1861 - 1927), který zbohatl na obchodu s nemovitostmi a na těžbě zlata, městu Los Angeles pozemek o velikosti 370 m × 37 m, aby mohlo vybudovat bulvár vedoucí západně od Westland Park (dnes MacArthur Park), kde Wilshire stavěl luxusní domy. Wilshire si určil podmínky, že bulvár musí být pojmenován po něm a nesmí na něm být provozována železniční ani nákladní silniční doprava. Stejného roku se ulice pod svým novým jménem poprvé objevila na mapě.
Bulvár původně končil u jezera v parku MacArthur. V roce 1934 po tom, co byla odmítnuta stavba viaduktu a tunelu, byl vybudován násep, po kterém Wilshire jezero překonal, a spojil se s ulicí Orange Street. Ta byla následně prodloužena východně ke Grand Avenue, čímž Wilshire bulvár dosáhl dnešní délky. Severní polovina jezera v parku MacArthur, které bylo rozděleno náspem, byla později vysušena. Dnes na jejím místě stojí odpočinková zóna, dětské hřiště a další prvky.

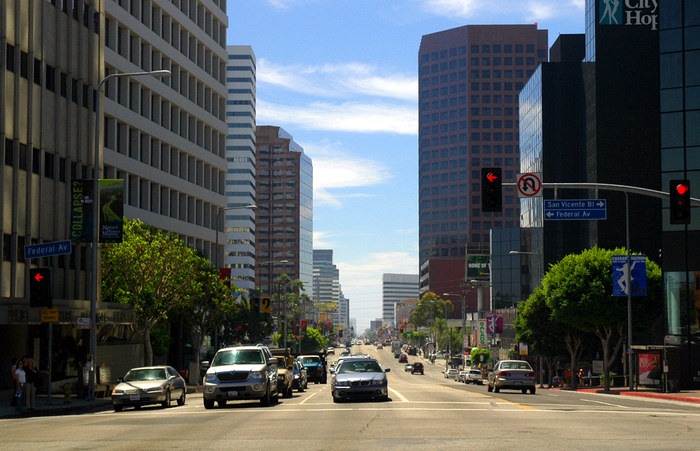
Wilshire Boulevard ve West Los Angeles

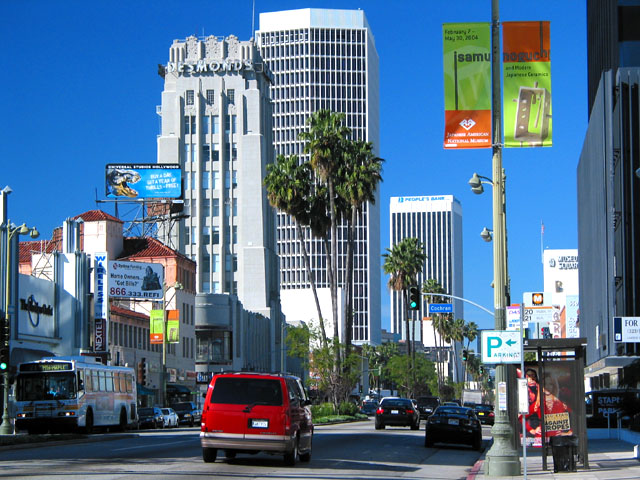
Miracle Mile

## Doprava
Bulvár má v celé své délce minimálně čtyři jízdní pruhy a většina části v úseku mezi ulicí Hoover Street a ulicí Robertson Boulevard má vyvýšený střední dělicí pás. V centru čtvrti Westwood dosahuje Wilshire šířky deseti pruhů, což z něj spolu s blízkou křižovatkou s ulicí Veteran Avenue činí jedno z nejrušnější míst v Los Angeles.

### Podzemka
Linky B a D podzemní dráhy vedou podél trasy Wilshire od zastávky 7th/Figueroa Street station až po zastávky Westlake/MacArthur Park a Wilshire/Vermont. Zatímco linka D pokračuje podél bulváru dále na západ do zastávek Normandie Avenue a Western Avenue, linka B se stáčí severním směrem a pokračuje až do terminálu North Hollywood.
Od listopadu roku 2014 je ve výstavbě prodloužení linky D (fialová linka) dále na západ až do budoucí zastávky Wilshire/La Cienega station na rohu Wilshire a ulice La Cienega Boulevard. Práce by měly být hotovy v roce 2023. Druhá fáze, která má linku prodloužit do stanice Century City Station, byla oficiálně zahájena 23. února roku 2018. Chystá se třetí fáze, která linku D přivede k univerzitě UCLA a nemocnici VA Hospital. V procesu příprav je i čtvrtá fáze, pro kterou však zatím nebylo zajištěno financování.

### Autobusy
Autobusová doprava obsluhuje Wilshire a přilehlé okolí na linkách Metro Local 20, Metro Rapid 720 a Santa Monica Transit 2. Na lince kvůli vysoké vytíženosti jezdí 18m článkové autobusy výrobců NABI a New Flyer.